# Tayla Kinsey
Pour les articles homonymes, voir Kinsey.
Pas d'image ? Cliquez ici

a Compétitions nationales et continentales officielles uniquement.

b Matchs officiels uniquement.
Tayla Kinsey, née le 5 septembre 1993, est une joueuse internationale sud-africaine de rugby à XV évoluant au poste de demi de mêlée.

## Biographie
Tayla Kinsey naît le 5 septembre 1993.
Elle fait ses débuts internationaux avec l'équipe d'Afrique du Sud en 2013.
En 2022, elle joue pour les Natal Sharks. Elle a 21 sélections en équipe d'Afrique du Sud quand elle est retenue en septembre 2022 pour disputer la Coupe du monde en Nouvelle-Zélande.